# Lista dos campeões mundiais de boxe dos cruzadores
Esta é uma lista cronológica dos campeões mundiais no boxe na categoria dos cruzadores, iniciada a partir de 1980, que foi o ano em que surgiu o primeiro campeão nesta categoria, de um embate travado entre Marvin Camel e Mate Parlov.
O Conselho Mundial de Boxe foi a primeira entidade a criar a categoria dos cruzadores, sendo seguida pela Associação Mudial de Boxe somente dois anos mais tarde. Desta forma, entre 1980 e 1982, o título do Conselho Mundial de Boxe dos cruzadores foi considerado universal.
Atualizado: 8 de maio de 2017
As quatro principais entidades no mundo do boxe são:
- Associação Mundial de Boxe (AMB), fundada em 1921, quando ainda se chamava Associação Nacional de Boxe (ANB).
- Conselho Mundial de Boxe (CMB), criado em 1963.
- Federação Internacional de Boxe (FIB), criado em 1983.
- Organização Mundial de Boxe (OMB), fundada em 1988.

## Conselho Mundial de Boxe
| Conquista do título | Perda do título         | Campeão              | Campeão        | Reconhecimento  | Manutenção do cinturão (número de defesas vencidas) |
| --- | ----------------------- | -------------------- | -------------- | --------------- | --------------------------------------------------- |
| 31 de março de 1980 | 25 de novembro de 1980  | Marvin Camel         | Estados Unidos | CMB (Universal) | 0                                                   |
| A primeira luta dos cruzadores, ocorrida em 12 de agosto de 1979, terminou com um empate entre Marvin Camel e Mate Parlov. Na revanche, que se deu em 31 de março de 1980, Camel foi o vitorioso. |                         |                      |                |                 |                                                     |
| 25 de novembro de 1980 | 27 de junho de 1982     | Carlos De León       | Porto Rico     | CMB (Universal) | 1                                                   |
| 27 de junho de 1982 | 17 de julho de 1983     | S.T. Gordon          | Estados Unidos | CMB             | 1                                                   |
| 17 de julho de 1983 | 6 de junho de 1985      | Carlos De León       | Porto Rico     | CMB             | 3                                                   |
| 6 de junho de 1986 | 21 de setembro de 1985  | Alfonso Ratliff      | Estados Unidos | CMB             | 0                                                   |
| 21 de setembro de 1985 | 22 de março de 1986     | Bernard Benton       | Estados Unidos | CMB             | 0                                                   |
| 22 de março de 1986 | 9 de abril de 1988      | Carlos De León       | Porto Rico     | CMB             | 3                                                   |
| 9 de abril de 1988 | 4 de dezembro de 1988   | Evander Holyfield    | Estados Unidos | CMB (Universal) | 0                                                   |
| Após unificar os cinturões da CMB, AMB e FIB, com esta vitória sobre De León, Holyfield decidiu subir para a categoria dos pesos-pesados.                                                         |                         |                      |                |                 |                                                     |
| 17 de maio de 1989 | 27 de julho de 1990     | Carlos de León       | Porto Rico     | CMB             | 1                                                   |
| 27 de julho de 1990 | 20 de julho de 1991     | Massimiliano Duran   | Itália         | CMB             | 1                                                   |
| 20 de julho de 1991 | 30 de dezembro de 1994  | Anaclet Wamba        | França         | CMB             | 7                                                   |
| Wamba teve seu título da CMB revogado em 30 de dezembro de 1994. |                         |                      |                |                 |                                                     |
| 25 de julho de 1995 | 21 de fevereiro de 1998 | Marcelo Dominguez    | Argentina      | CMB             | 5                                                   |
| 21 de fevereiro de 1998 | 19 de fevereiro de 2002 | Juan Carlos Gómez    | Cuba           | CMB             | 10                                                  |
| Gomez decidiu subir para a categoria dos pesos-pesado; seu título da CMB foi declarado vago. |                         |                      |                |                 |                                                     |
| 11 de outubro de 2002 | 2 de abril de 2005      | Wayne Braithwaite    | Guiana         | CMB             | 3                                                   |
| 2 de abril de 2005 | 7 de janeiro de 2006    | Jean-Marc Mormeck    | França         | CMB             | 0                                                   |
| 7 de janeiro de 2006 | 17 de março de 2007     | O'Neil Bell          | Jamaica        | CMB             | 0                                                   |
| 17 de março de 2007 | 17 de novembro de 2007  | Jean-Marc Mormeck    | França         | CMB             | 0                                                   |
| 17 de novembro de 2007 | 19 de junho de 2008     | David Haye           | Reino Unido    | CMB             | 1                                                   |
| Haye decidiu subir para a categoria dos pesos-pesados; seu título da CMB foi declarado vago. |                         |                      |                |                 |                                                     |
| 24 de outubro de 2008 | 21 de novembro de 2009  | Giacobbe Fragomeni   | Itália         | CMB             | 1                                                   |
| 21 de novembro de 2009 | 15 de janeiro de 2010   | Zsolt Erdei          | Hungria        | CMB             | 0                                                   |
| Erdei decidiu descer para a categoria dos meios-pesados; seu título da CMB foi declarado vago. |                         |                      |                |                 |                                                     |
| 15 de maio de 2010 | 27 de setembro de 2014  | Krzysztof Włodarczyk | Polónia        | CMB             | 6                                                   |
| Włodarczyk derrotou Giacobbe Fragomeni para ganhar o título vago. |                         |                      |                |                 |                                                     |
| 15 de maio de 2010 | 27 de setembro de 2014  | Krzysztof Włodarczyk | Polónia        | CMB             | 6                                                   |
| |                         |                      |                |                 |                                                     |
| 27 de setembro de 2014 | 16 de março de 2016     | Grigory Drozd        | Rússia         | CMB             | 1                                                   |
| Drozd perdeu o cinturão devido a inatividade |                         |                      |                |                 |                                                     |
| 29 de maio de 2016 | 28 de março de 2017     | Tony Bellew          | Reino Unido    | CMB             | 1                                                   |
| Derrotou Illunga Makabu pelo título vago |                         |                      |                |                 |                                                     |
| 1 de abril de 2017 | presente                | Mairis Briedis       | Letônia        | CMB             | 0                                                   |
| Derrotou Marco Huck pelo título vago |                         |                      |                |                 |                                                     |

## Associação Mundial de Boxe
| Conquista do título                                                                               | Perda do título         | Campeão              | Campeão        | Reconhecimento           | Manutenção do cinturão (número de defesas vencidas) |
| ------------------------------------------------------------------------------------------------- | ----------------------- | -------------------- | -------------- | ------------------------ | --------------------------------------------------- |
| 13 de fevereiro de 1982                                                                           | 1º de dezembro de 1984  | Ossie Ocasio         | Porto Rico     | AMB                      | 3                                                   |
| 1º de dezembro de 1984                                                                            | 27 de julho de 1985     | Piet Crous           | África do Sul  | AMB                      | 1                                                   |
| 27 de julho de 1987                                                                               | 12 de julho de 1986     | Dwight Muhammad Qawi | Estados Unidos | AMB                      | 1                                                   |
| 12 de julho de 1986                                                                               | 4 de dezembro de 1988   | Evander Holyfield    | Estados Unidos | AMB                      | 5                                                   |
| Holyfield decidiu subir para a categoria dos pesos-pesados; seu título da AMB foi declarado vago. |                         |                      |                |                          |                                                     |
| 25 de março de 1989                                                                               | 25 de setembro de 1989  | Taoufik Belbouli     | França         | AMB                      | 0                                                   |
| Belbouli teve seu título da AMB revogado em 25 de setembro de 1989.                               |                         |                      |                |                          |                                                     |
| 27 de novembro de 1989                                                                            | 8 de março de 1991      | Robert Daniels       | Estados Unidos | AMB                      | 2                                                   |
| 8 de março de 1991                                                                                | 5 de agosto de 1993     | Bobby Czyz           | Estados Unidos | AMB                      | 2                                                   |
| Czyz teve seu título da AMB revogado em 5 de agosto de 1993.                                      |                         |                      |                |                          |                                                     |
| 6 de novembro de 1993                                                                             | 22 de julho de 1995     | Orlin Norris         | Estados Unidos | AMB                      | 4                                                   |
| 22 de julho de 1995                                                                               | 8 de novembro de 1997   | Nate Miller          | Estados Unidos | AMB                      | 4                                                   |
| 8 de novembro de 1997                                                                             | 9 de dezembro de 2000   | Fabrice Tiozzo       | França         | AMB                      | 4                                                   |
| 9 de dezembro de 2000                                                                             | 23 de fevereiro de 2002 | Virgil Hill          | Estados Unidos | AMB                      | 0                                                   |
| 23 de fevereiro de 2002                                                                           | 2 de abril de 2005      | Jean-Marc Mormeck    | França         | AMB                      | 3                                                   |
| 2 de abril de 2005                                                                                | 7 de janeiro de 2006    | Jean-Marc Mormeck    | França         | AMB (Super-Campeão)      | 1                                                   |
| Mormeck foi promovido, em 2 de abril de 2005, à condição de Super-Campeão.                        |                         |                      |                |                          |                                                     |
| 7 de janeiro de 2006                                                                              | 17 de março de 2007     | O'Neil Bell          | Jamaica        | AMB (Super-Campeão)      | 0                                                   |
| 27 de janeiro de 2006                                                                             | 24 de novembro de 2007  | Virgil Hill          | Estados Unidos | AMB (Campeão Regular)    | 0                                                   |
| 17 de março de 2007                                                                               | 17 de novembro de 2007  | Jean-Marc Mormeck    | França         | AMB (Super-Campeão)      | 0                                                   |
| 17 de novembro de 2007                                                                            | 19 de junho de 2008     | David Haye           | Reino Unido    | AMB (Super-Campeão)      | 1                                                   |
| Haye decidiu subir para a categoria dos pesos-pesados; extinção do título de Super-Campeão.       |                         |                      |                |                          |                                                     |
| 24 de novembro de 2007                                                                            | 27 de setembro de 2008  | Firat Arslan         | Alemanha       | AMB (Campeão Regular)    | 1                                                   |
| 27 de setembro de 2008                                                                            | 30 de outubro de 2012   | Guillermo Jones      | Panamá         | AMB                      | 1                                                   |
| 30 de outubro de 2012                                                                             | 17 de maio de 2013      | Denis Lebedev        | Rússia         | AMB (Interino promovido) | 1                                                   |
| 17 de maio de 2013                                                                                | 18 de outubro de 2013   | Guillermo Jones(2)   | Panamá         | AMB                      | 0                                                   |
| Jones perdeu o título após cair no doping,Lebedev foi reinstalado como campeão.                   |                         |                      |                |                          |                                                     |
| 18 de outubro de 2013                                                                             | 21 de maio de 2016      | Denis Lebedev(2)     | Rússia         | AMB                      | 3                                                   |
| Lebedev lutou contra o campeão do IBF Victor Ramírez pelo título de Super-Campeão.                |                         |                      |                |                          |                                                     |
| 21 de maio de 2016                                                                                | Presente                | Denis Lebedev        | Rússia         | AMB (Super Campeão)      | 0                                                   |
| 21 de maio de 2016                                                                                | Presente                | Beibut Shumenov      | Cazaquistão    | AMB (Campeão Regular)    | 0                                                   |
| Derrotou Junior Anthony Wright pelo título vago.                                                  |                         |                      |                |                          |                                                     |

## Federação Internacional de Boxe
| Conquista do título                                                                               | Perda do título        | Campeão               | Campeão        | Reconhecimento           | Manutenção do cinturão (número de defesas vencidas) |  |
| ------------------------------------------------------------------------------------------------- | ---------------------- | --------------------- | -------------- | ------------------------ | --------------------------------------------------- |  |
| 13 de dezembro de 1983                                                                            | 6 de outubro de 1984   | Marvin Camel          | Estados Unidos | FIB                      | 0                                                   |  |
| 6 de outubro de 1984                                                                              | 25 de outubro de 1986  | Lee Roy Murphy        | Estados Unidos | FIB                      | 3                                                   |  |
| 25 de outubro de 1986                                                                             | 15 de maio de 1987     | Rickey Parkey         | Estados Unidos | FIB                      | 1                                                   |  |
| 15 de maio de 1987                                                                                | 4 de dezembro de 1988  | Evander Holyfield     | Estados Unidos | FIB                      | 3                                                   |  |
| Holyfield decidiu subir para a categoria dos pesos-pesados; seu título da FIB foi declarado vago. |                        |                       |                |                          |                                                     |  |
| 3 de junho de 1989                                                                                | 22 de março de 1990    | Glen McCrory          | Reino Unido    | FIB                      | 1                                                   |  |
| 22 de março de 1990                                                                               | 27 de julho de 1991    | Jeff Lampkin          | Estados Unidos | FIB                      | 1                                                   |  |
| Lampkin teve seu título da FIB revogado em 27 de julho de 1991.                                   |                        |                       |                |                          |                                                     |  |
| 7 de setembro de 1991                                                                             | 30 de julho de 1992    | James Warring         | Estados Unidos | FIB                      | 2                                                   |  |
| 30 de julho de 1992                                                                               | 30 de abril de 1996    | Alfred Cole           | Estados Unidos | FIB                      | 5                                                   |  |
| Cole decidiu subir para a categoria dos pesos-pesados; seu título da FIB foi declarado vago.      |                        |                       |                |                          |                                                     |  |
| 31 de agosto de 1996                                                                              | 21 de junho de 1997    | Adolpho Washington    | Estados Unidos | FIB                      | 0                                                   |  |
| 21 de junho de 1987                                                                               | 8 de novembro de 1987  | Uriah Grant           | Jamaica        | FIB                      | 0                                                   |  |
| 8 de novembro de 1987                                                                             | 30 de outubro de 1998  | Iamamu Mayfield       | Estados Unidos | FIB                      | 1                                                   |  |
| 30 de outubro de 1998                                                                             | 5 de junho de 1999     | Arthur Williams       | Estados Unidos | FIB                      | 0                                                   |  |
| 5 de junho de 1999                                                                                | 26 de abril de 2003    | Vassily Jirov         | Cazaquistão    | FIB                      | 6                                                   |  |
| 26 de abril de 2003                                                                               | 9 de dezembro de 2003  | James Toney           | Estados Unidos | FIB                      | 0                                                   |  |
| Toney decidiu subir para a categoria dos pesos-pesados; seu título da FIB foi declarado vago.     |                        |                       |                |                          |                                                     |  |
| 1º de maio de 2004                                                                                | 20 de maio de 2005     | Kelvin Davis          | Estados Unidos | FIB                      | 0                                                   |  |
| Davis decidiu subir para a categoria dos pesos-pesados; seu título da FIB foi declarado vago.     |                        |                       |                |                          |                                                     |  |
| 20 de maio de 2005                                                                                | 31 de março de 2006    | O'Neil Bell           | Jamaica        | FIB                      | 3                                                   |  |
| Bell teve seu título da FIB revogado em 31 de março de 2006.                                      |                        |                       |                |                          |                                                     |  |
| 26 de novembro de 2006                                                                            | 26 de maio de 2007     | Krzysztof Włodarczyk  | Polónia        | FIB                      | 0                                                   |  |
| 26 de maio de 2007                                                                                | 11 de dezembro de 2008 | Steve Cunningham      | Estados Unidos | FIB                      | 1                                                   |  |
| 11 de dezembro de 2008                                                                            | 18 de outubro de 2009  | Tomasz Adamek         | Polónia        | FIB                      | 2                                                   |  |
| Adamek deciciu subir para a categoria dos pesos-pesados; seu título da FIB foi declarado vago.    |                        |                       |                |                          |                                                     |  |
| 5 de junho de 2010                                                                                | 1º de outubro de 2011  | Steve Cunningham      | Estados Unidos | FIB                      | 1                                                   |  |
| 1 de outubro de 2011                                                                              | 21 de setembro de 2015 | Yoan Pablo Hernandez  | Cuba           | FIB                      | 4                                                   |  |
| Hernandez perdeu o título devido a inatividade.                                                   |                        |                       |                |                          |                                                     |  |
| 21 de setembro de 2015                                                                            | 21 de maio de 2016     | Víctor Emilio Ramírez | Argentina      | FIB (Interino promovido) | 1                                                   |  |
| 21 de maio de 2016                                                                                | 3 de dezembro de 2016  | Denis Lebedev         | Rússia         | FIB                      | 0                                                   |  |
| 3 de dezembro de 2016                                                                             | presente               | Murat Gassiev         | Rússia         | FIB                      | 0                                                   |  |

## Organização Mudial de Boxe
| Conquista do título | Perda do título         | Campeão               | Campeão        | Reconhecimento | Manutenção do cinturão (número de defesas vencidas) |
| --- | ----------------------- | --------------------- | -------------- | -------------- | --------------------------------------------------- |
| 3 de dezembro de 1989 | 17 de maio de 1990      | Boone Pultz           | Estados Unidos | OMB            | 0                                                   |
| 17 de maio de 1990 | 1º de maio de 1992      | Magne Havnaa          | Noruega        | OMB            | 2                                                   |
| Havnaa abdicou de seu título da OMB.                                                                                       |                         |                       |                |                |                                                     |
| 25 de julho de 1992 | 13 de fevereiro de 1993 | Tyrone Booze          | Estados Unidos | OMB            | 1                                                   |
| 13 de fevereiro de 1993 | 26 de junho de 1993     | Markos Bott           | Alemanha       | OMB            | 0                                                   |
| 26 de junho de 1993 | 17 de dezembro de 1994  | Nestor Giovannini     | Argentina      | OMB            | 1                                                   |
| 17 de dezembro de 1994 | 1º de janeiro de 1995   | Dariusz Michalczewski | Polónia        | OMB            | 0                                                   |
| Michalczewski deixou seu título da OMB vago.                                                                               |                         |                       |                |                |                                                     |
| 10 de junho de 1995 | 4 de outubro de 1997    | Ralf Rocchigiani      | Alemanha       | OMB            | 6                                                   |
| 4 de outubro de 1997 | 27 de março de 1999     | Carl Thompson         | Reino Unido    | OMB            | 2                                                   |
| 27 de março de 1999 | 22 de setembro de 2006  | Johnny Nelson         | Reino Unido    | OMB            | 13                                                  |
| Nelson anunciou sua aposentadoria em 22 de setembro de 2006.                                                               |                         |                       |                |                |                                                     |
| 22 de setembro de 2006 | 8 de março de 2008      | Enzo Maccarinelli     | Reino Unido    | OMB            | 4                                                   |
| 8 de março de 2008 | 19 de junho de 2008     | David Haye            | Reino Unido    | OMB            | 0                                                   |
| Haye decidiu subir para a categoria dos pesos-pesados; seu título da CMB foi declarado vago.                               |                         |                       |                |                |                                                     |
| 19 de janeiro de 2009 | 29 de agosto de 2009    | Victor Emilio Ramírez | Argentina      | OMB            | 1                                                   |
| Ramírez conquistou o título interino em 19 de janeiro de 2009; a OMB consolidou seu título em fevereiro daquele mesmo ano. |                         |                       |                |                |                                                     |
| 5 de dezembro de 2009 | 14 de agosto de 2015    | Marco Huck            | Alemanha       | OMB            | 13                                                  |
| 14 de agosto de 2015 | 17 de setembro de 2016  | Krzysztof Glowacki    | Polónia        | OMB            | 1                                                   |
| 17 de setembro de 2016 | Presente                | Oleksandr Usyk        | Ucrânia        | OMB            | 2                                                   |